# ادی گوردون
ادی گوردون (انگلیسی: Eddie Gordon؛ زادهٔ ۲۲ ژوئیهٔ ۱۹۸۳) ورزشکار هنرهای رزمی ترکیبی اهل ایالات متحده آمریکا است.